# 金田一秀穂
金田一 秀穂（きんだいち ひでほ、1953年〈昭和28年〉5月5日 - ）は、日本の言語学者。専門は日本語教育・言語行動・意味論。杏林大学外国語学部名誉教授、政策研究大学院大学客員教授。

## 人物

### 経歴
東京都杉並区松庵生まれ。杉並区立西宮中学校、東京都立西高等学校、上智大学文学部心理学科卒業。島田裕巳は高校の同期。当初は学者の道に進むつもりはなく、大学卒業後は就職せずに読書三昧の日々を3年ほど過ごした。1980年の光州事件直前に韓国旅行をしたことがきっかけで日本語を意識するようになり、外国に住みたいという目的から日本語教師養成講座に通いはじめ、寺村秀夫に師事する。
1983年東京外国語大学大学院外国語学研究科修士課程修了。東京外国語大学では日本語学を専攻。その後、大連外国語学院、コロンビア大学などで日本語を教えハーバード大学客員研究員を経て杏林大学外国語学部教授。東南アジア諸国の日本語教師に対しての指導も行っている。2018年度からは、山梨県立図書館の館長を務めている。
名門国語学者一族・金田一家の三代目であり、親しみやすいキャラクターで日本語の魅力を広く伝えている。2002年頃から「日本語の専門家」としてメディアへの出演が増えた。とりわけ「Matthew's Best Hit TV+」『なまり亭』の判定係として知名度を上げた。
2022年4月、木原秋好の退任に伴って「すぎなみ地域大学」3代目学長に就任。

### 家族・親族
- 祖父 - 金田一京助（言語学者）
- 父 - 金田一春彦（国語学者）
- 姉 - 金田一美奈子（田中美奈子、ゴルフライター）[4]
- 兄 - 金田一真澄（ロシア語学者）
- 曾祖父の兄 - 金田一勝定（実業家）
- 長男 - 金田一央紀（演出家）
  - 他に娘（央紀の妹）が1人いる。

## 主な出演

### テレビ
- 日本語なるほど塾（NHK、2005年度は『知るを楽しむ』に内包）
- Matthew's Best Hit TV+ 『なまり亭』コーナー（テレビ朝日系）
- タモリのジャポニカロゴス 解説（フジテレビ系）
- 世界一受けたい授業（日本テレビ系）
- NIHONGO QUICK LESSON （NHKワールドTV　日本語講座）
- THE 博学（テレビ朝日）
- NHK高校講座 あらためまして ベーシック国語（NHK Eテレ）

### ラジオ
- ラジオ深夜便 くらしの中のことば
- 言の葉歳時記 JFN系列局

### CM
- 小学館集英社プロダクション「ドラゼミ」（2016年）[5]
- 森永製菓「大玉チョコボール」（2019年）[6]

## 主な著編書

### 著書
- 『新しい日本語の予習法』角川書店〈角川oneテーマ21〉、2003年
- 『ふしぎ日本語ゼミナール』日本放送出版協会〈生活人新書〉、2006年
- 『金田一先生の厳選大人の漢字講座』学校図書〈実用日本語シリーズ〉、2007年
- 『「汚い」日本語講座』新潮新書、2008年
- 『適当な日本語』アスキー新書、2008年
- 『気持ちにそぐう言葉たち』清流出版、2009年
- 『人間には使えない蟹語辞典』ポプラ社、2009年
- 『15歳の寺子屋 15歳の日本語上達法』講談社、2010年
- 『ことばのことばっかし 「先生」と「教師」はどう違うのか?』マガジンハウス、2010年　「金田一先生のことば学入門」中公文庫
- 『知っていそうで知らない日本語の謎』日本文芸社、2012年
- 『オツな日本語 日本人が大切に伝えてきた言葉と心』日本文芸社 2012年
- 『お食辞解』清流出版、2012年　のち文春文庫
- 『金田一秀穂の日本語用例採集帳』学研教育出版 2013年
- 『金田一家、日本語百年のひみつ』朝日新書 2014年
- 『金田一秀穂の心地よい日本語』KADOKAWA 2016年
- 『日本語大好き キンダイチ先生、言葉の達人に会いに行く』文藝春秋 2016年

### 共著
- 『Dr.金田一&柴田理恵のことば診療所』柴田理恵との共著、明治書院、2006年
- 『日本人を元気にするホンモノの日本語 言葉の力を取り戻す』大岡信との共著、KKベストセラーズ〈ベスト新書〉、2006年
- 『人生を考えるのに遅すぎるということはない』安藤忠雄,三國清三,山極寿一,C・W・ニコル,小菅正夫,瀬戸内寂聴,吉本隆明,益川敏英,日野原重明共著 講談社 2014年

### 編書
- 『学研現代新国語辞典 改訂第4版』金田一春彦との共編、学習研究社、2007年

### 監修
監修書は以下の他にも多数ある。
- 『新レインボー小学国語辞典 改訂新版』金田一春彦との共同監修、学習研究社、2001年
- 『金田一先生の日本語教室』全7巻、金田一春彦との共同監修、学習研究社、2005年
- 『知っておきたい日本語コロケーション辞典』学研辞典編集部編、学習研究社、2006年
- 『金田一先生の日本語レッスン』学習研究社、2007年
- 『金田一先生の使ってのばそう日本語力』全5巻、あかね書房、2008年
- 『金田一先生と学ぶ小学生のための国語教室』すばる舎、2009年

### 監修・声の出演
- 『学研DS 大人の学習 金田一先生の日本語レッスン』[7]ニンテンドーDS用ソフト、学習研究社、2007